# Gaslighter (álbum)
Gaslighter es el octavo álbum de estudio del grupo country estadounidense The Chicks. Se lanzó el 17 de julio de 2020, a través de Columbia Records. El tema principal del álbum se lanzó como el sencillo principal el 4 de marzo de 2020, junto con su vídeo musical.

## Antecedentes
La banda comenzó a insinuar un nuevo álbum en junio de 2018, cuando Natalie Maines publicó varias fotos del estudio de grabación en Instagram. Mientras que Maines y sus compañeros de banda Emily Robison y Martie Maguire continuaron dando pequeños indicios de que podría estar en camino una nueva música, no confirmaron que se planeara un álbum hasta un año después cuando Maines publicó un videoclip en Instagram en el que el trío se turna para decir: «Dixie Chicks. Álbum. Próximamente». Esto fue seguido por el productor Jack Antonoff diciendo: «Algún día».
En septiembre de 2019, Maines reveló durante su podcast Spiritualgasm que el álbum se titularía Gaslighter . Ella continuó diciendo que el álbum originalmente fue planeado para ser algo simple, como un álbum de covers, para cumplir con su contrato con Sony, pero después de su divorcio de Adrian Pasdar, se había inspirado para comenzar a escribir canciones nuevamente. Añadió además que «Cuando comencé a divorciarme, tenía mucho que decir, así que eso me provocó estar lista [para hacer nueva música]. La composición de canciones es muy difícil para mí, y creo que durante muchos años... no quería analizar mi vida o mi relación. Simplemente estaba en ello». Durante el mismo podcast, el presentador Sterling Jones menciona que una canción titulada «Go It Alone" es su favorita en el álbum».
El 21 de abril, el lanzamiento del álbum se pospuso debido a la pandemia conoranivurs, alterando los planes iniciales para el lanzamiento el 1 de mayo.

## Lista de canciones
Lista de canciones adaptadas por Apple Music.

| Gaslighter track listing |                             |                                                                              |                                     |          |  |
| N.º                      | Título                      | Escritor(es)                                                                 | Productor(es)                       | Duración |  |
| 1.                       | «Gaslighter»                | Natalie Maines, Emily Robison, Martie Maguire y Jack Antonoff                | Jack Antonoff y The Chicks          | 3:23     |  |
| 2.                       | «Sleep at Night»            | Maines, Strayer, Maguire, Teddy Geiger y Justin Tranter                      | Antonoff, The Chicks y Teddy Geiger | 3:12     |  |
| 3.                       | «Texas Man»                 | Maines, Strayer, Maguire, Antonoff, Julia Michaels y Tranter                 | Antonoff y The Chicks               | 3:44     |  |
| 4.                       | «Everybody Loves You»       | Charlotte Lawrence, Gene Penner y Michael Spargur                            | Antonoff y The Chicks               | 3:38     |  |
| 5.                       | «For Her»                   | Maines, Strayer, Maguire, Ariel Rechtshaid y Sarah Aarons                    | Antonoff y The Chicks               | 5:26     |  |
| 6.                       | «March March»               | Maines, Strayer, Maguire, Antonoff, Dan Wilson, Ian Kirkpatrick y Ross Golan | Antonoff y The Chicks               | 3:53     |  |
| 7.                       | «My Best Friend's Weddings» | Maines, Strayer, Maguire, Antonoff y Tranter                                 | Antonoff y The Chicks               | 4:18     |  |
| 8.                       | «Tights On My Boat»         | Maines, Strayer, Maguire, Antonoff y Michaels                                | Antonoff y The Chicks               | 3:02     |  |
| 9.                       | «Julianna Calm Down»        | Maines, Antonoff y Michaels                                                  | Antonoff y The Chicks               | 4:46     |  |
| 10.                      | «Young Man»                 | Maines, Strayer, Maguire, Antonoff, Annie Clark y Tranter                    | Antonoff y The Chicks               | 4:09     |  |
| 11.                      | «Hope It's Something Good»  | Maines, Strayer, Maguire y Antonoff                                          | Antonoff y The Chicks               | 4:05     |  |
| 12.                      | «Set Me Free»               | Maines, Strayer, Maguire, Antonoff y Ben Abraham                             | Antonoff y The Chicks               | 3:18     |  |
| 46:54                    |                             |                                                                              |                                     |          |  |

## Posicionamiento en listas
| Listas (2020)                       | Mejor posición |
| ----------------------------------- | -------------- |
| Alemania (Media Control Charts)     | 14             |
| Australia (ARIA)                    | 2              |
| Australia Country (ARIA)            | 1              |
| Canadá Albums (Billboard)           | 3              |
| Escocia (OCC)                       | 3              |
| Estados Unidos (Billboard 200)      | 3              |
| Estados Unidos (Top Album Sales)    | 1              |
| Estados Unidos (Top Country Albums) | 1              |
| Irlanda (IRMA)                      | 20             |
| Nueva Zelanda (RMNZ)                | 2              |
| Países Bajos (Álbum Top 100)        | 22             |
| Reino Unido (OCC)                   | 5              |
| Reino Unido Country (OCC)           | 1              |
| Suecia (Sverigetopplistan)          | 14             |